# Hilde Holovsky
Hilde Holowsky (ur. 29 kwietnia 1917 w Wiedniu, zm. 3 lipca 1933 tamże) – austriacka łyżwiarka figurowa, startująca w konkurencji solistek oraz łyżwiarka szybka specjalizująca się w 500 m (rekord Austrii w 1932 roku).
Zmarła nagle 3 lipca 1933 roku w wieku 16 lat na zapalenie wyrostka robaczkowego.

## Osiągnięcia
Łyżwiarstwo figurowe
| Zawody              | 1931           | 1932           | 1933           |                |                |                |                |                |                |                |                |                |                |                |                |                |                |
| Międzynarodowe      | Międzynarodowe | Międzynarodowe | Międzynarodowe | Międzynarodowe | Międzynarodowe | Międzynarodowe | Międzynarodowe | Międzynarodowe | Międzynarodowe | Międzynarodowe | Międzynarodowe | Międzynarodowe | Międzynarodowe | Międzynarodowe | Międzynarodowe | Międzynarodowe | Międzynarodowe |
| ------------------- | -------------- | -------------- | -------------- | -------------- | -------------- | -------------- | -------------- | -------------- | -------------- | -------------- | -------------- | -------------- | -------------- | -------------- | -------------- | -------------- | -------------- |
| Mistrzostwa świata  | 2              |                | 3              |                |                |                |                |                |                |                |                |                |                |                |                |                |                |
| Mistrzostwa Europy  | 3              | 4              | 4              |                |                |                |                |                |                |                |                |                |                |                |                |                |                |
| Krajowe             |                |                |                |                |                |                |                |                |                |                |                |                |                |                |                |                |                |
| Mistrzostwa Austrii |                | 1              | 1              |                |                |                |                |                |                |                |                |                |                |                |                |                |                |